# I'm Just Ken
«I'm Just Ken» es una canción escrita y producida por Mark Ronson y Andrew Wyatt e interpretada por Ryan Gosling para barbie: The Album, la banda sonora de la película Barbie de 2023.

## Trasfondo
«I'm Just Ken» se describió como una ballada sentimental de los 80s. Antes del lanzamiento de la película, los materiales promocionales y de marketing a menudo contenían el lema: «Ella lo es todo. Él es simplemente Ken» («She's everything. He's just Ken»), una alusión a la canción.

## Producción
«I'm Just Ken» fue una de las primeras canciones escritas para barbie: The Album. El productor Mark Ronson se inspiró para escribir la balada después de leer el guion de Barbie y simpatizar con el personaje de Ken.
Ronson grabó una demostración de «I'm Just Ken» y se la envió a la directora Greta Gerwig, aunque no esperaba que se incluyera en la película. A Gerwig, sin embargo, le encantó la canción y se la entregó a Ryan Gosling, quien interpreta a Ken. Gosling declaró que la canción le tocó «profundamente» y preguntó si podía interpretarla en la película. Gerwig tuvo que reescribir una escena importante de la película para dar cabida a la nueva incorporación.
El colega de Ronson y coproductor de la banda sonora, Andrew Wyatt, escribió el resto de la canción antes de que Ronson volara a Londres para grabar las voces con Gosling. En una entrevista con Vulture, Ronson señaló: «En el estudio con Ryan, fue realmente su actuación lo que levantó todo. Todas estas líneas que se sentían un poco descartables, pronunciadas por él, de repente adquirieron mucho más». Gosling solo tuvo tres horas para grabar la pista.
Después de que Gosling grabó su voz, Ronson envió la pista al guitarrista de Guns N' Roses, Slash, quien la encontró «genial» y accedió a tocar la guitarra en la canción. Wolfgang Van Halen y Josh Freese de Foo Fighters también tocaron en la pista.

## Lanzamiento
Antes del lanzamiento de Barbie, Warner Bros. lanzó un videoclip de la interpretación de Gosling de «I'm Just Ken» el 10 de julio de 2023.

## Posicionamiento en listas
| Listas (2023)                     | Mejor posición |
| --------------------------------- | -------------- |
| Irlanda (IRMA)                    | 25             |
| Nueva Zelanda (Recorded Music NZ) | 25             |
| Reino Unido (UK Singles Chart)    | 25             |